# BBstation
BBstation（ビー・ビー・ステーション）は、かつて存在したインターネットラジオ配信サイト。生配信を主体に映像付の音声番組を配信していた。2007年8月15日開設。2021年4月1日にドメイン失効につきウェブサイトが消滅した。
本項ではニコニコチャンネルのBBstationチャンネル、および運営会社である株式会社キャビネットについても詳述する。

## 特徴
生放送、再放送表記（アーカイブ）で配信されている番組は無料で視聴できた（ニコニコチャンネル内にあるアーカイブは除く）。アーカイブは過去1週間にさかのぼって視聴することができたが、システムにトラブルがある場合などで配信されない場合もあった。
インターネットラジオ配信サイトでは珍しく時報が使用されている事と大半の番組が生配信で行われていることもあり、コミュニティ放送に近い形態のインターネットラジオ配信サイトだった。実際に、インターネットラジオ局として活動が始まるより前は同人誌即売会にミニFM局を開設する活動を行っており、コミックマーケット72〜75、および77では企業ブースに出展し、会場にミニFM局を開設していた。
開設直後から大小の機材トラブルが発生し、生配信が停止したり番組アーカイブが破損することがあった。当初は自社スタジオにある機材から配信されていたが、2011年のサーバ障害を機に既存番組および新番組のBBstationチャンネルへの移行が始まり、BBstation上での配信も自社の機材からレンタルサーバやクラウド環境へ移行していった。
キャビネットの主要な事業がライセンス商品の企画・制作になるにつれ、デジタルコンテンツの企画・制作は縮小していき、最終的にはドメインが失効してウェブサイトが消滅した。

## 歴史
2007年（平成19年）
- 8月15日：開設[10]。当初は番組の視聴に会員登録が必要だった。動画コーデックはWindows Media Video。
- 11月1日：『すときゃ!』閉局の為、配信していた一部の番組をBBstationで引き継ぐ[11]。

2008年（平成20年）
- 4月：『あっとボイスTV』枠が開始[12]。

2009年（平成21年）
- 3月：会員専用のショッピングサイト『BBshop』がオープン。
- 9月下旬：大規模のサーバー異常があり、BBstationで配信している全番組が10月8日まで本放送・アーカイブが視聴できなくなるトラブルが発生。その間の本放送視聴に限って配信用サーバーに直接アクセスして視聴できるようにした[13]。BBshopも閉鎖となり公式サイトから消失、11ヵ月後に復活した。

2010年（平成22年）
- 1月20日：BBstationにハッキングされた痕跡がある為、一時的にセキュティレベルを引き上げ、サイトの表示に時間がかかるようになった。
- 2月25日：Twitter上に公式アカウントを新設した。
- 8月16日：2009年9月下旬に起きたサーバートラブルで閉鎖していた『BBshop』が再開。
- 9月9日：ニコニコ動画のニコニコチャンネルにBBstationチャンネルを新設。
- 12月10日：BBstationで配信している番組のアーカイブをBBstationチャンネルで提供開始。

2011年（平成23年）
- 4月7日 - 4月13日：一部のBBstation配信番組でBBstationチャンネルでの試験配信を実施[脚注 3]。
- 4月中旬頃 - ：BBstationのサーバーに原因不明のトラブルが発生。代替サーバーで対処した[脚注 4]。
- 7月25日：本サーバーが原因不明のトラブルを抱えている為、代替の仮設サイト新設。

2012年（平成24年）
- 9月：一部の番組をBBstationチャンネルでの配信に変更[22]。
- 12月10日：『亜深・瑠璃子のあと30分あるよ!』配信開始。BBstation上での最後の新番組。

2013年（平成25年）
- 1月28日：Flash Videoベースの新プレイヤーの試験配信が開始[23]。3月まで試験配信は継続された。
- 3月28日：新プレイヤーに完全移行[24]。

2015年（平成27年）
- 2月2日：2011年7月から仮設だったウェブサイトがリニューアルされた[25]。

2020年（令和2年）
- 3月：HTML5（H.264）ベースの配信環境が整備されたが、BBstationへは導入されなかった[脚注 5]。
- 10月27日：『SMILY☆SPIKYの「なまはこっうぇ!」』がBBstation上での最後の配信。実質的な更新終了。

2021年（令和3年）
- 4月1日：bbst.tvドメイン失効。ウェブサイト消滅。メールアドレスとしてbbst.tvドメインを使用していた番組で混乱が生じた。

## BBstationチャンネル
BBstationチャンネル(ビー・ビー・ステーションチャンネル)は、ニコニコ動画のニコニコチャンネル内にかつて存在したチャンネル。チャンネル番号は452ch。2020年2月に名目的な役割を終えた。2020年3月以降のチャンネル名はかすがいチャンネル。
生配信の視聴にはニコニコ動画の会員登録は不要。番組アーカイブの視聴にはニコニコ動画のユーザー登録に加えて、有料のチャンネル会員登録が必要。
2016年まではBBstation配信番組のアーカイブを提供していたりBBstationチャンネルで配信する番組が複数あったが、2017年以降は伊福部崇が出演する番組のみになっていた。キャビネットの事業としての番組制作や番組配信は別のチャンネルでも行われており、チャンネル名称が実状に合っていないことから2020年2月にチャンネル名称が変更されることになった。

### 歴史
2010年（平成22年）
- 9月9日：開設、12月10日からはBBstation配信番組のアーカイブを提供開始。

2011年（平成23年）
- 4月：一部のBBstation配信番組でBBstationチャンネルでの試験配信を実施。
- 8月26日：『シャカリキック!平川大輔と頑張るフレッシュ』配信開始[29]。
- 11月2日：『絶対顎髭領域』[30]配信開始。

2012年（平成24年）
- 9月：BBstation配信の一部番組がBBstationチャンネルでの配信に変更[22]。
- 11月2日：『ギリギリ戦隊ボイスギャンブラー』配信開始[31]。

2013年（平成25年）
- 9月21日：『大和電劇隊魂』配信開始[32]。

2016年（平成28年）
- 4月4日：『伊福部・向のラジオ☆スターダストボーイズ』配信開始[33]。

2019年（平成31年）
- 1月：『大喜利四賢者の「オレたちしんけんじゃ!」』がBBstationチャンネルでも配信開始。

2020年（令和2年）
- 2月：『伊福部・向のラジオ☆スターダストボーイズ』2月10日放送分にてBBstationチャンネルの新名称が募集開始された[28]。結果的に2月24日放送分で視聴者と出演者、スタッフの投票によって新名称がかすがいチャンネルに決定した[34]。
- 3月：チャンネルの名称がかすがいチャンネルに変更された。それに伴い、もともとBBstationチャンネルで配信されていた番組のアーカイブ公開が終了した。[脚注 7]

## 配信先が変更になった番組
大喜利四賢者の「オレたちしんけんじゃ!」
2019年1月からニコニコチャンネルのBBstationチャンネルで配信。
SMILY☆SPIKYの「なまはこっうぇ!」
2020年11月から公式ウェブサイトで配信。サイトの運営は株式会社キャビネット。
電脳妄想開発室
2014年6月から公式ウェブサイトで配信。サイトの運営は株式会社キャビネット。
八木たかおのザ・ニュータイプナイト
2012年9月からニコニコチャンネルのBBstationチャンネル、2017年1月からニコニコチャンネルの『A-CAS 足立区民放送ニコ生送信所（すときゃ！ニコ生送信所）』で配信。
俺たちのまんが道
2012年9月からニコニコチャンネルのBBstationチャンネルで配信。番組は2013年に終了。
うわの倶楽部ステーション
2012年9月からニコニコチャンネルのBBstationチャンネルで配信。番組は2016年に終了。
あっとボイスTV
2009年10月までBBstationでの配信があったが、最終回を2009年11月にガールズOHのブログ上で配信した。

## 配信終了した番組
| 配信形態     | 番組                                        | 開始日         | 終了日         | 備考                             |
| ------------ | ------------------------------------------- | -------------- | -------------- | -------------------------------- |
| 不明         | BooNoの「た〜めりっくあわ〜」               | 2006年11月28日 | 2007年12月25日 |                                  |
| （生）       | 大人バカ。                                  | 2005年2月16日  | 2007年12月26日 |                                  |
| （動）       | 寺島拓篤のふんふんふふ〜ん♪ふふふんふ〜ん♪♪ | 2006年9月6日   | 2008年12月     | あっとボイスTV枠                 |
| （動）       | 寺島拓篤☆ミュージアム                       | 2009年5月2日   | 2009年11月18日 | あっとボイスTV枠                 |
| （動）       | 下野紘の無責任防衛隊!そして宇宙へ!!         | 2006年9月1日   | 2008年12月     | あっとボイスTV枠                 |
| （動）       | オレが俺がのふたり上手                      | 2009年4月4日   | 2009年11月18日 | あっとボイスTV枠                 |
| （生）（動） | ふたりよがり                                | 2008年10月11日 | 2009年6月27日  |                                  |
| （音）       | メイドのお時間                              | 2009年11月18日 | 2010年2月3日   | 本放送・アーカイブ共に音声のみ。 |
| （音）       | トンヒルのクソの役にも立たないラジオ!       | 2008年11月12日 | 2010年10月6日  | 本放送・アーカイブ共に音声のみ。 |
| （生）（動） | ドカベンアイランド                          | 2004年6月25日  | 2010年9月24日  |                                  |
| （生）（動） | きんちゃんぎんちゃん                        | 2008年11月12日 | 2011年7月6日   |                                  |
| （生）（動） | まじ☆まね〜マジカル大須まねきネコV〜        | 2008年11月13日 | 2012年4月18日  | [ 脚注 10 ]                      |
| （生）（動） | シャカリキック!平川大輔と頑張るフレッシュ   | 2011年8月26日  | 2012年8月24日  | BBstationチャンネル              |
| （生）（動） | あつことまりあのマリオン学院 放送部!        | 2008年2月12日  | 2012年12月25日 | アーカイブは音声のみ。           |
| （生）（動） | ギリギリ戦隊ボイスギャンブラー              | 2012年11月2日  | 2013年1月25日  | BBstationチャンネル              |
| （生）（動） | 俺たちのまんが道                            | 2005年5月      | 2013年12月25日 | BBstationチャンネル              |
| （生）（動） | 絶対顎髭領域                                | 2010年8月19日  | 2013年10月30日 | BBstationチャンネル              |
| （生）（動） | 大和電劇隊魂                                | 2013年9月21日  | 2014年2月22日  | BBstationチャンネル              |
| （音）       | 亜深・瑠璃子のあと30分あるよ!               | 2012年12月10日 | 2014年3月31日  | 毎週配信。配信内容は隔週更新。   |
| （生）（動） | ポアロのあと何分あるの?                     | 2002年11月16日 | 2016年3月29日  |                                  |
| （生）（動） | うわの倶楽部ステーション                    | 2008年10月21日 | 2016年12月20日 | BBstationチャンネル              |
| （生）（動） | 情報アキハバラエティ はばラヂ               | 2006年3月30日  | 2016年12月29日 |                                  |

## 株式会社キャビネット
株式会社キャビネットは、日本のコンテンツ制作、ラジオ番組運営制作会社。音声収録スタジオの運営・管理の他、インターネットTV局運営、玩具、雑貨、ライセンス商品の企画、製造、販売、著作権一切など多角的な事業を展開している。